# La Chapelle-Vendômoise
La Chapelle-Vendômoise är en kommun i departementet Loir-et-Cher i regionen Centre-Val de Loire i de centrala delarna av Frankrike. Kommunen ligger i kantonen Herbault som tillhör arrondissementet Blois. År 2022 hade La Chapelle-Vendômoise 797 invånare.

## Befolkningsutveckling
Antalet invånare i kommunen La Chapelle-Vendômoise
| Referens: INSEE |